# Élections législatives vancouveroises de 1860
Les élections législatives vancouveroises de 1860 se sont déroulées en 1860 dans la colonie de l'Île de Vancouver afin d'élire les députés de la 2e législature de l'Assemblée législative. 

## Contexte
Cette élection se voit opposer des candidats proches de la Compagnie de la Baie d'Hudson et du gouverneur James Douglas contre les réformateurs menés par l'éditeur du British Colonist, Amor De Cosmos.

## Résultats

### Résultats par district électoral
- Ville de Victoria : George Hunter Cary
- Ville de Victoria : Selim Franklin
- District de Victoria : William Fraser Tolmie
- District de Victoria : Henry Pering Pellew Crease
- District de Victoria : Alfred Pendrell Waddington
- Comté d'Esquimalt : John Sebastian Helmcken
- Comté d'Esquimalt : James Cooper
- Ville d'Esquimalt : George Tomline Gordon
- Lake : George Foster Foster
- Sooke : William John McDonald
- Saanich : John Coles
- Saltspring et Chemainus : Joseph Johnson Southgate
- Nanaimo : Augustus Rupert Green

## Sources
- (en) Cet article est partiellement ou en totalité issu de l’article de Wikipédia en anglais intitulé « 1860 Colony of Vancouver Island election » (voir la liste des auteurs).